# Indrik
Indrik (ryska: Индрик-зверь eller Indrik zver') är ett fiktivt fabeldjur inom rysk folklore och mytologi. 
Enligt legenden var Indriken kung över alla andra djur och sades bo på det heliga berget där ingen annan kunde gå. Indriken var även herre över vattnet tillsammans med ormarna och krokodilerna. Det sades även att jorden skakade när Indriken gick. 
Namnet Indrik härstammar troligtvis från en förvriden version av enhörningen och blandas därför ibland ihop med denna. Indriken beskrevs även som en gigantisk tjur med ett hästhuvud och antingen två horn i pannan, eller ett enormt horn på nosen vilket ytterligare gjort att den ofta förväxlats med enhörningen. 
Indriken har även givit namn till Indricotherium, det största, kända landlevande däggdjuret någonsin och är bland annat en del i en legend där det stora mytologiska djuret räddade människan från en förödande torka. 